# Граникус
Граникус — первый в России арт-объект, созданный при помощи искусственного интеллекта с использованием нейросети Stable Diffusion.

## История
Проект разрабатывался в 2023 году несколько месяцев. При его строительстве использовались материалы, произведённые в России, в частности, зеркальные грани, которые были сделаны в Калуге и металлоконструкции, изготовленные в Ростове.
Строительство арт-объекта проводилось архитектурным бюро «КУЛЬТ-СТРОЙ».
Авторы пользовались при создании объекта нейросетью Stable Diffusion, далее модель дорабатывали с помощью ИИ архитекторы «КУЛЬТ-СТРОЯ».
Правительство Московской области планирует перенести опыт визуализации арт-объекта «Граникус» в другие районы Подмосковья

## Разработка арт-объекта
При помощи программы Stable Diffusion были сгенерированы изображения алмазов, после чего соединены точки высот по всей площади объекта и из полученного множества вариантов был выбран лучший.
Затем были сняты параметры каждой грани, после чего были изготовлены каркас, обрешётка объекта и зеркальные грани, которые были закреплены на всём объекте
Арт-объект «Граникус» построен полностью из российских материалов.

## Структура арт-объекта
Зеркальный фасад объёкта был выполнен с помощью AI и сделан в виде огранённого алмаза.
Внутри арт-пространства построены сухой бассейн, а также зеркальный и ленточный лабиринты. Зеркальный лабиринт представляет собой сеть запутанных коридоров, которые состоят из выпуклых зеркал.
На этажах объёкта «Граникус» в пространстве из зеркальных инсталляций проводятся различные выставки.